# 深田太郎
深田 太郎（ふかだ たろう、1965年6月24日 - ）は日本のミュージシャン。作曲家。父は作詞家の阿久悠。

## 人物・来歴
1965年、阿久悠の長男として神奈川県に生まれる。明治大学文学部卒業。
1992年にロックバンド ″GENDA×BENDA″（ジェンダ・ベンダ）のメンバーとしてデビューする。初めは親の七光りと見られることに抵抗があった深田だったが、中々メジャー・デビュー出来ない状況を見かねた知り合いの一人から「お父さんに詞を書いてもらったら」とアドバイスされ、最終的に忠告を受け入れることとなった。当バンドのデビューアルバムで作詞を担当した″多夢星人″（たむせいじん）とは阿久の変名である。GENDA×BENDA解散後は、作曲家として荻野目洋子、本田美奈子.、椎名へきる、田村芽実らに楽曲を提供している。
2019年には、阿久の素顔に迫る深田の著作〈「歌だけが残る」と、あなたは言った －わが父、阿久悠〉が出版された。
現在は、″株式会社阿久悠″ の代表として父の業績を伝える活動に取り組んでいる。

## エピソード
父が亡くなった後、7年経って深田は漸く日記を読むことが出来るようになったが、そこには自分やバンドに対する厳しい言葉などはなく、「太郎と日本の新しいロックを作っていきたい」と、息子と一緒に新たな活動を望んでいたことを示す内容が綴られていたという。深田はそんな父の思いを四十歳を過ぎてから知ることとなり、胸が痛かったと振り返っている。

## 主な提供楽曲

### 作曲
- 荻野目洋子「Starship」（1992年）
- 本田美奈子.「BBちゃん雲にのる」「さあね」（1994年）
- 森下玲可「メロディー」「Pain」「NO MA'AM GANG」（1995年）
- 坂井真紀「Bravo Bravo」（1996年）
- 椎名へきる「色褪せない瞬間」（1996年）「届けたい想い」（1997年）
- 田村芽実「花のささやき」「体温」「カガミよカガミ」（2019年）「闇夜だけこんばんわ」（2020年）